# Першокостянтинівка
Першокостянти́нівка (колишні назви — Чакрак,Чокрак, Мало-Чокрак) — село в Україні, у Чаплинській селищній громаді Каховського району Херсонської області. Колишній центр сільської ради.
Населення становить 1424 осіб.

## Історія
Село було засноване в 1862 році,після реформи 1861 року про відміну кріпатства.
Станом на 1886 рік в селі, центрі Першо-Костянтинівської волості, мешкало 1190 осіб, налічувалось 194 двори, існували молитовний будинок, школа, 2 лавки. За 7 верст — цегельний завод та черепичний завод.
Під час організованого радянською владою Голодомору 1932—1933 років померло щонайменше 6 жителів села.
12 червня 2020 року, відповідно до Розпорядження Кабінету Міністрів України від № 726-р «Про визначення адміністративних центрів та затвердження територій територіальних громад Херсонської області», увійшло до складу Чаплинської селищної громади.
19 липня 2020 року, в результаті адміністративно-територіальної реформи та ліквідації Чаплинського району, село увійшло до складу новоутвореного Каховського району.
24 лютого 2022 року село тимчасово окуповане російськими військами під час російсько-української війни.

## Населення
Згідно з переписом УРСР 1989 року чисельність наявного населення села становила 1526 осіб, з яких 737 чоловіків та 789 жінок.
За переписом населення України 2001 року в селі мешкало 1420 осіб.

### Мова
Розподіл населення за рідною мовою за даними перепису 2001 року:
| Мова       | Відсоток |
| ---------- | -------- |
| українська | 93,75 %  |
| російська  | 6,11 %   |
| молдовська | 0,07 %   |

## Відомі люди
- Копаєнко Іван Павлович (нар. 1934) — український графік.
- Тимошенко Михайло Кузьмич (1913—1990) — Герой Радянського Союзу.[9]